# Mario Lau
Mario Lau (* 6. August 1972 in Neubrandenburg) ist ein ehemaliger deutscher Fußballspieler.

## Karriere
Mario Lau begann das Fußballspielen in seiner Heimatstadt bei der BSG Post Neubrandenburg. Aufgrund seines Talentes wechselte er in die Jugend des FC Hansa Rostock, konnte sich dort aber nicht nachhaltig durchsetzen, so dass seine erste Station im Herrenbereich wieder Post Neubrandenburg war. Von dort wechselte er zum Greifswalder SC, ehe er 1995 ein Angebot des Zweitligisten SV Meppen bekam. In zwei Jahren in Meppen schaffte Mario Lau 46 Einsätze in der zweiten Liga, in denen er fünf Treffer erzielen. 1997 holte ihn der in Meppen lebende Trainer des 1. FC Magdeburg Hans-Dieter Schmidt an die Elbe, wo Lau den Kader des gerade in die Regionalliga aufgestiegenen FCM verstärkte. Doch auch in Magdeburg konnte er sich nur bedingt behaupten. Er absolvierte in drei Jahren 59 Spiele, in denen er 14 Mal traf. Mit dem 1. FC Magdeburg gewann 1998 Lau den Landespokal in Sachsen-Anhalt. Da er in seiner letzten Saison überwiegend nur noch in der zweiten Mannschaft zum Einsatz kam, wechselte er im Sommer 2000 zum Oberligisten TSG Neustrelitz, wo er vier Jahre blieb. Nach einem Jahr beim VfL Rheinbach wechselte Mario Lau zurück nach Magdeburg, allerdings nicht zum FCM, sondern zum Verbandsligisten Preußen Magdeburg. Zum Abschluss seiner Karriere spielte er drei Jahre beim Hamburger Landesligisten Barsbütteler SV.